# Stintenburginsel
Die Stintenburginsel ist eine bewohnte Insel im Schaalsee. Sie gehört zur Gemeinde Zarrentin am Schaalsee im Landkreis Ludwigslust-Parchim.

## Lage
Die Insel besitzt bei einer Länge von 400 Metern und einer maximalen Breite von bis zu 190 Metern eine Oberfläche von gut fünf Hektar. Die Insel liegt im östlichen Schaalsee und grenzt an die Teilseen Lassahner See im Norden und Borgsee im Süden.
Die Stintenburginsel liegt nur wenige Meter über dem 35 Meter über NN gelegenen Spiegel des Schaalsees und ist von hoch aufragendem Baumbestand umgeben. Die Ufer der Insel werden durch einen Schilfgürtel geprägt. Historisch gehörte Stintenburg immer zum Herzogtum Sachsen-Lauenburg. Erst seit dem Barber-Ljaschtschenko-Abkommen von 1945 mecklenburgisch, gehört die Insel heute zur Stadt Zarrentin am Schaalsee.
Ein befahrbarer Damm verbindet heute die Insel mit der mecklenburgischen Seite im Osten sowie der bewohnten und ebenfalls noch zu Mecklenburg-Vorpommern gehörenden Insel Kampenwerder im Westen.

## Geschichte
Das Gut Stintenburg befand sich im 13. Jahrhundert im Besitz der Grafen von Schwerin. Ab 1417 war die Familie von Lützow Gutsherr, von 1434 bis 1639 die Familie von Bülow, 1642–1680 Herzogin Christine Margarete zu Mecklenburg und von 1683 bis 1738 die Familie von Hammerstein. 1740 gelangte das Gut in den Besitz des Grafen Johann Hartwig Ernst von Bernstorff (1712–1772), dessen Familie die Gutsherren bis ins 20. Jahrhundert stellte.
Im Jahr 1767 hielt sich der deutsche Dichter Friedrich Gottlieb Klopstock auf der Stintenburginsel auf und widmete ihr die Ode Stintenburg.
Das heutige, klassizistisch gestaltete Herrenhaus wurde in den Jahren 1810 bis 1817, vermutlich unter der Leitung von Joseph Christian Lillie, auf den deutlich älteren Fundamenten eines möglicherweise schon im 14. Jahrhundert errichteten Vorgängerbaus errichtet.
Zeitgleich mit der 1943 erfolgten Verhaftung des Besitzers des Gutes, des regimekritischen Albrecht Graf von Bernstorff, wurde dem die Verfügungsgewalt über seinen Besitz entzogen. Die Verwaltung wurde an den Bauernführer Hans Teuner übertragen, später setzte die Landesbauernschaft Schleswig-Holstein einen Zwangsverwalter ein. Bernstorff wurde in den letzten Kriegstagen von der Gestapo in Berlin-Moabit ermordet.

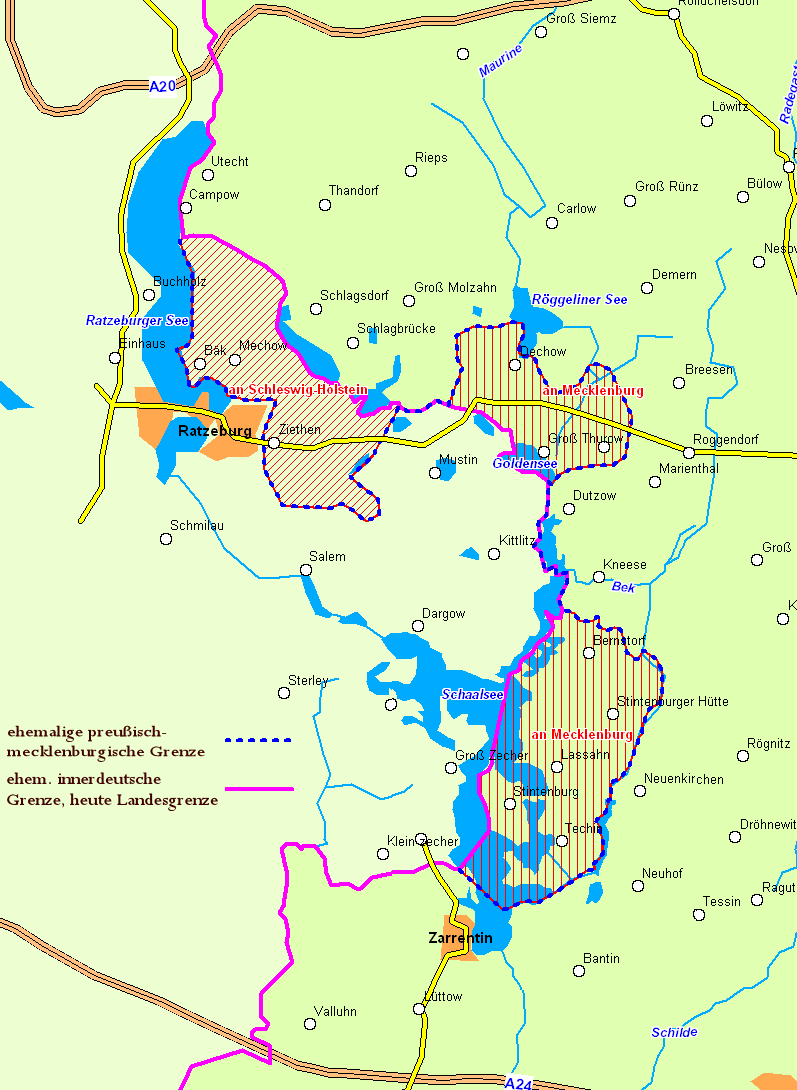
Karte zum Gebietstausch 1945

Nach dem Krieg fiel der Besitz zunächst in den Bereich der britischen Besatzungstruppen; in Form eines Gebietstausches aus verkehrstechnischen Gründen wurde jedoch im Gadebuscher Vertrag am 13. November 1945 die Zuordnung des Bernstorffschen Gutes zu der Sowjetischen Besatzungszone geregelt. Im Rahmen der Bodenreform wurden dann Gut und Herrenhaus enteignet. Unter schwierigen Bedingungen erfolgte eine Ansiedlung von Neubauern auf dem parzellierten Gutsbetrieb.
Ab 1952 übernahm die Deutsche Grenzpolizei der DDR das Gebiet wegen seiner Grenznähe (die innerdeutsche Grenze verlief nur zwei Kilometer weiter westlich).1952 übernahmen die DDR-Grenztruppen das Herrenhaus der Stintenburg als Ausbildungsort unter verdeckter Regie des Staatssicherheitsdienstes der DDR. Später wurde die Anlage von der Hauptabteilung I des Ministeriums für Staatssicherheit zur Ausbildung einer geheimen Elitetruppe für die Grenztruppen der DDR genutzt. Dazu war die Anlage als ein Objekt der Grenztruppen legendiert. Seit Anfang der siebziger Jahre diente die Stintenburg als Zentralschule für die Grenzaufklärer. Die Geheimhaltung zu dieser Ausbildungseinrichtung war so groß, dass die Bewohner der umliegenden Ortschaften bis zum Ende der DDR vom maßgeblichen Einfluss der Stasi nichts wussten. In jeder Grenzkompanie entlang der innerdeutschen Grenze gab es in der Stintenburg als Berufsunteroffiziere ausgebildete Grenzaufklärer. Diese verfügten über eine besondere Ausrüstung in Form der Doppelbewaffnung mit Maschinenpistole und Pistole, einen Diensthund, ein Motorrad, eine kleine Harke zum Verwischen von Spuren; zuweilen führten sie auch spezielle Fototechnik mit. Neben diesen Überwachungs- und Kontrollaufgaben oblag ihnen auch die Kontaktpflege zu sogenannten zivilen „Grenzhelfern“. Diese waren aus Einheimischen aufgestellte „Grenzaktivs“, die ebenso wachsam zu sein hatten, wie die Uniformierten an der Grenze selbst und jede verdächtige Bewegung oder Ortsveränderung melden sollten. Diese Grenzaufklärer durchstreiften auch häufiger die Grenzortschaften. Sie waren – anders als die üblichen Grenzposten aus Wehrdienstleistenden – allein unterwegs. Den Grenztruppen der DDR gehörten in den 1980er Jahren bis zum Zeitpunkt der Wende und friedlichen Revolution 1989 durchschnittlich 44.000 Personen unter Waffen an.
Seit der Restitution sind Herrenhaus (1993) und Gut (1997) wieder im Besitz der Familie von Bernstorff. Annähernd das gesamte Areal wurde durch das Landesamt zur Regelung offener Vermögensfragen ohne Rückkaufbedingungen an den Neffen des ermordeten Albrecht Graf von Bernstorff übergeben. Die Insel wird heute von der Familie und einigen Angestellten bewohnt und befindet sich im Biosphärenreservat Schaalsee. Sie unterliegt somit einigen besonderen Schutzbestimmungen.